# Luigi Cherubini
Maria Luigi Carlo Zenobio Salvatore Cherubini (ur. 8 września lub 14 września 1760 we Florencji, zm. 15 marca 1842 w Paryżu) – włoski kompozytor, znany przede wszystkim z twórczości operowej i religijnej.

## Życiorys
Pierwszym nauczycielem Cherubiniego był jego ojciec, klawesynista we florenckim Teatro della Pergola, następnie uczył się u Bartolomea i Alessandra Felicich. Odbył studia u Sartiego w Bolonii. W czasie studiów komponował muzykę kościelną. Pierwszą operę Quinto Fabio wystawił bez powodzenia w 1780. W kolejnych latach skomponował kolejnych 9 oper, wystawionych w różnych włoskich teatrach. W 1785 otrzymał stanowisko nadwornego kompozytora królewskiego w Londynie, gdzie wystawił kolejne swoje dzieła. W 1787 przeniósł się do Paryża, z którym był związany do końca życia. W tym czasie zmienił styl komponowanych oper z włoskiego na francuski; już pierwsza skomponowana dla Paryża opera Démophoon należała do gatunku opéra comique, któremu pozostał wierny do końca twórczości. W 1806 odwiedził Wiedeń w związku z prapremierą skomponowanej na zamówienie tamtejszej opery Faniski, poznając Haydna i Beethovena, którzy cenili jego twórczość. Od 1822 był dyrektorem Konserwatorium Paryskiego. Komponowanie oper zarzucił po niepowodzeniu Ali-Baby w 1833; zwrócił się wówczas ku muzyce religijnej i kameralnej. Ostatnim znaczącym utworem Cherubiniego, skomponowanym w 1836, było Requiem d-moll. Został pochowany na paryskim cmentarzu Père-Lachaise.
Odznaczony został Legią Honorową w stopniu kawalera (1814), oficera (1829) i komandora (1842).

## Znaczenie
Cherubini przyczynił się znacząco do rozwoju muzyki francuskiej, zwłaszcza gatunku opéra comique. Jego twórczość znalazła uznanie Haydna, który nazywał go „swoim drogim synem” i Beethovena, który uważał go za „pierwszego spośród współczesnych”. Opera Cherubiniego Lodoïska wywarła wpływ na Fidelia Beethovena. Dzieła Cherubiniego popadły szybko w zapomnienie i tylko nieliczne z nich (Lodoïska, Dwa dni, Medea) pojawiają się na scenach operowych współcześnie. Medea wystawiana była od połowy XIX w. w wersji ze śpiewanymi recytatywami, dopisanymi w stylu wagnerowskim przez Franza Paula Lachnera lub w wersji włoskiej, z recytatywami Luigiego Arditiego. W XX w. powstała kolejna przeróbka opery – recytatywy Lachnera opatrzono tekstem włoskim. W takiej wersji śpiewała partię Medei Maria Callas, przywracając utwór scenie i tworząc jedną z najważniejszych kreacji w swojej karierze. Oryginalną wersję Medei wystawiono w XX w. po raz pierwszy dopiero w 1995, na festiwalu Martina Franca.

## Twórczość

### Opery
- Quinto Fabio, 1799
- La Finta Principessa, 1785
- Il Giulio Sabino, 1786
- Ifigenia in Aulide, 1788
- Démophoon, 1788
- Lodoïska, 1791
- Elisa ou Le voyage au glaciers du Mont Saint-Bernard, 1784
- Médée (pol. Medea), 1797
- L’Hôtellerie portugaise, 1798
- La punition, 1799
- Les deux journées (pol. Dwa dni, znana też jako Woziwoda), 1800
- Anacréon ou L’Amour fugitif (opera-balet), 1803
- Faniska, 1806
- Les Abencérages, 1813
- Bayard à Meziérès, 1814
- Blanche de Provence, 1821
- La marquise de Brinvilliers, 1831
- Ali-Baba, 1833

### Muzyka religijna
- Requiem c-moll, 1817
- Msza A-dur, 1825
- Requiem d-moll, 1836

### Muzyka instrumentalna
- Symfonia D-dur, 1815
- 6 Kwartetów smyczkowych, 1814-1837